# جرج اس.جی. فیبر
جرج اس.جی. فِـیبر (انگلیسی: George S. J. Faber؛ زادهٔ ۳۰ نوامبر ۱۹۵۹) تهیه‌کننده تلویزیونی، و تهیه‌کننده فیلم اهل بریتانیا است. وی از سال ۱۹۸۸ میلادی تاکنون مشغول فعالیت بوده‌است.
از فیلم‌ها یا مجموعه‌های تلویزیونی که وی در آن‌ها نقش داشته‌است، می‌توان به نیکلاس نیکلبی، آنا کارنینا، پسران و عشاق، زندگی و مرگ پیتر سلرز، اسکینز، بی‌حیا، زندگی وحشی است، اینشتین و ادینگتون و نسل‌کشی اشاره نمود.